# 曹僖公
曹僖公（？—前662年），又稱曹釐公，姬姓，名夷，為春秋諸侯國曹國君主之一，他為曹莊公兒子，承襲曹莊公擔任該國君主，在位9年。